# Петањци
Петањци (словен. Petanjci, мађ. Szécsénykút) су насељено место у општини Тишина, Помурска регија, Словенија.

## Историја
До територијалне реорганизације у Словенији били су у саставу старе општине Мурска Собота.

## Становништво
У попису становништва из 2011. године, Петањци су имали 667 становника.
| Број становника према пописима | Број становника према пописима | Број становника према пописима | Број становника према пописима |
| ------------------------------ | ------------------------------ | ------------------------------ | ------------------------------ |
| 1991                           | 2002                           | 2011                           | 2022                           |
| 743                            | 676                            | 667                            | 615                            |

Напомена: Године 1955. умањено за део насеља који је припојен насељу Раденци (Раденци).

## Галерија
- река Мура која протиче у близини насеља Петањци, природна граница Прекмурја и Штајерске
- капела и локално гробље
- крст
- парк